# Brygada Landsturmu Griepenkerl
Brygada Landsturmu Griepenkerl (niem. Landsturm-Brigade Griepenkerl) – brygada niemieckiego pospolitego ruszenia Landsturm.
Brała udział w działaniach zbrojnych frontu wschodniego I wojny światowej.
Wchodziła w skład Korpusu Dickutha (Korpusu Thorn), przemianowanego w sierpniu 1915 na 87 Dywizję Piechoty. Przy okazji przemianowywania dywizji również Brygada Landsturmu Griepenkerl zyskała nową nazwę, tj. 173 Brygada Piechoty.